# Paraphidippus perpolitus
Paraphidippus perpolitus är en spindelart som beskrevs av Arthur M. Chickering 1946. Paraphidippus perpolitus ingår i släktet Paraphidippus och familjen hoppspindlar. Inga underarter finns listade i Catalogue of Life.